# Jacqueline Penge Sanganyoi
 (mai 2023).
La mise en forme du texte ne suit pas les recommandations de Wikipédia : il faut le « wikifier ».
Les points d'amélioration suivants sont les cas les plus fréquents. Le détail des points à revoir est peut-être précisé sur la page de discussion.
- Les titres sont pré-formatés par le logiciel. Ils ne sont ni en capitales, ni en gras.
- Le texte ne doit pas être écrit en capitales (les noms de famille non plus), ni en gras, ni en italique, ni en « petit »…
- Le gras n'est utilisé que pour surligner le titre de l'article dans l'introduction, une seule fois.
- L'italique est rarement utilisé : mots en langue étrangère, titres d'œuvres, noms de bateaux, etc.
- Les citations ne sont pas en italique mais en corps de texte normal. Elles sont entourées par des guillemets français : « et ».
- Les listes à puces sont à éviter, des paragraphes rédigés étant largement préférés. Les tableaux sont à réserver à la présentation de données structurées (résultats, etc.).
- Les appels de note de bas de page (petits chiffres en exposant, introduits par l'outil «  Source ») sont à placer entre la fin de phrase et le point final[comme ça].
- Les liens internes (vers d'autres articles de Wikipédia) sont à choisir avec parcimonie. Créez des liens vers des articles approfondissant le sujet. Les termes génériques sans rapport avec le sujet sont à éviter, ainsi que les répétitions de liens vers un même terme.
- Les liens externes sont à placer uniquement dans une section « Liens externes », à la fin de l'article. Ces liens sont à choisir avec parcimonie suivant les règles définies. Si un lien sert de source à l'article, son insertion dans le texte est à faire par les notes de bas de page.
- La présentation des références doit suivre les conventions bibliographiques. Il est recommandé d'utiliser les modèles {{Ouvrage}}, {{Chapitre}}, {{Article}}, {{Lien web}} et/ou {{Bibliographie}}. Le mode d'édition visuel peut mettre en forme automatiquement les références.
- Insérer une infobox (cadre d'informations à droite) n'est pas obligatoire pour parachever la mise en page.

Pour une aide détaillée, merci de consulter Aide:Wikification.
Si vous pensez que ces points ont été résolus, vous pouvez retirer ce bandeau et améliorer la mise en forme d'un autre article.
Jacqueline Penge Sanganyoi  est une personnalité politique  congolaise (RDC) et ministre près le Premier ministre au sein du Gouvernement Ilunga de septembre 2019 à avril 2021,,,,.

## Biographie
Jacqueline Penge Sanganyoi est née à Kananga/ kasai Occidental, aujourd’hui kasai Central , elle est originaire de la province du Sankuru. Elle est mariée à Monsieur Kankonde Tshilumba Stéphane et ils ont trois enfants. Elle est détentrice d’une Licence en Sciences Économiques , option publique et Industrielle de l’Université de Kinshasa (UNIKIN).
En 2024, le 13 novembre, Jacqueline Penge reçoit le titre honorifique de Docteur Honoris Causa lui décerné par le Centre de Valorisation Professionnel de Tunis / Tunisie (CVPT) en partenariat avec L’Institut Africain de Recherche Pluridisciplinaire Appliquée ( IARPA).
De 1991 à 1992, Elle est sous gestionnaire des crédits au Ministère des Relations entre les Partis Politiques et le Gouvernement( MIREPA);
De 1992 à janvier 2008, elle est experte chargée des stratégies et Programmes des entreprises du Portefeuille au Conseil Supérieur du Portefeuille(CSP), organe technique du ministère du Portefeuille;
De 1993 à 1994, Commissaire aux Comptes à l’hôpital général de Kinshasa (Ex Mama Yemo);
En 2000, Administrateur représentant le Ministère du Portefeuille à l’Office des voiries et drainage (OVD);
En 2007, Expert à la commission Inter ministérielle d’Audit et de Bonne Gouvernance (CIABG) à la PRIMATURE RDC pour compte du Ministère du Portefeuille;  
De 2007 à janvier 2008, elle Représente l’Etat Congolais au Conseil d’Administration de la Société Financière de Développement(SOFIDE SA) à Kinshasa;
Nommée Administrateur Directeur Financier à l’Office Congolais de Contrôle (OCC) par Ordonnance No 08/004 du 12 janvier 2008 portant nomination des membres des conseils d’administrations des Entreprises publiques du secteur service, elle devient par la suite chef de Département de la Logistique (Services Généraux) de 2015 à 2017, puis chef de Département de L’audit Interne à l'Office Congolais de Contrôle de décembre 2017 à août 2019 .
Jacqueline Penge est désormais directrice à l’Office Congolais de Contrôle (OCC).

### Politique et associations
Jacqueline Penge est haut cadre du Parti du Peuple pour la Reconstruction et la Démocratie ( PPRD) au sein duquel elle a exercé différentes fonctions.
De 2005 à 2008, elle est présidente de l’Association des Femmes du Conseil Supérieur du Portefeuille;
De 2010 à ce jour, elle est Présidente et fondatrice de L’Association des Femmes et Jeunes Bâtisseurs du Congo (AFJBAC ASBL).
En 2010 elle est nommée Secrétaire Nationale adjointe avec comme fonction Vice Présidente nationale de la ligue des Femmes du PPRD. Poste occupé jusqu’en février 2018.
En 2011, elle est désignée mandataire du PPRD à la CENI pour les élections législatives de 2011 à Kinshasa.
En 2013, elle a participé comme déléguée de la Majorité Présidentielle /PPRD aux Concertations Nationales à Kinshasa dans le groupe thématique « Conflits Communautaires, Paix et Réconciliation »;
De 2013 à 2015, elle a été le point Focal du PPRD au National Democratic Institut(NDI) et aussi  Mandataire à la CENI pour le compte du PPRD.
De 2016 à ce jour, Membre fondateur et membre du comité des sages au Collectif des Femmes du Sankuru pour la Paix » COFESAP »;
En 2018 , Elle a été choisie pour être la Vice Présidente de la Plate-Forme des Communautés de Base(PCB), chargée de l’espace Grand Kasai et du suivi et encadrement des femmes de la PCB au niveau national.

## Ministre
Jacqueline Penge Sanganyoi fait partie des 66 membres du gouvernement Ilunga Ilunkamba, sous la présidence de Félix Tshisekedi. Elle a occupé le poste de Ministre Près le Premier Ministre de septembre 2019 à avril 2021. Première femme à occuper ce poste en RDC.